# 오라클 퓨전 미들웨어
오라클 퓨전 미들웨어(Oracle Fusion Middleware)는 오라클사의 여러 개의 소프트웨어 제품들로 구성되어 있다. OFM은 Java EE와 개발자 도구들, 통합 서비스, 비지니스 인텔리전스, 협업, 그리고 콘텐츠 관리 등의 서비스 영역에 걸친 서비스를 제공하고 있다. OFM은 BPEL, SOAP, XML, 그리고 JMS와 같은 오픈 스탠다드에 기반하고 있다.
Oracle Fusion Middleware는 서비스 지향 아키텍처(SOA)의 개발, 배포, 관리를 위한 소프트웨어를 제공한다. OFM은 또한 오라클에서 얘기하는 "hot-pluggable" 아키텍처를 포함하고 있는데,
이는 IBM, 마이크로소프트, 그리고 SAP AG와 같은 다른 소프트웨어 벤더의 기존 애플리케이션이나 소프트웨어와의 연동을 도와 주도록 디자인 되었다..

## 진화
OFM의 이름 아래 포함된 많은 제품들은 그 자체로는 미들웨어 제품에 해당되지는 않는다: "퓨전 미들웨어"는 본질적으로 오라클의 핵심 데이터베이스와 애플리케이션 소프트웨어 오퍼링을 제외한 여타 오라클 제품의 재브랜드이다.—Oracle Fusion.
오라클에 따르면, 2006년까지 세계 50대 기업 중 35개를 포함한 30,000 이상의 기관과 비즈니스위크 글로벌 1000 중 750 이상의 기업이 "퓨전 미들웨어" 고객이 되었으며, 7,500 파트너사들이 OFM을 지원하고 있다고 한다.
비즈니스 프로세스 자동화를 지원하기 위한 표준 기반의 소프트웨어를 제공하기 위해, HP는 OFM을 자사의 "서비스 지향 아키텍처 (SOA) 포트폴리오"에 포함시켰다.
오라클은 2005년에 구매한 피플소프트/JD Edward로부터 획득한 Configurable Network Computing (CNC) 기술을 이용하였다.
오라클 퓨전 미들웨어에 기반한 Oracle Fusion Application은 마침내 2010년 9월에 출시되었다.

## 평가
2008년 1월 오라클 유니버설 콘텐츠 관리는 InfoWorld의 "최고의 기업 콘텐츠 관리" 부문에서 Oracle SOA Suite는 "최고의 기업 서비스 버스" 분야에서 "올해의 기술"상을 수상하였다.
2007년에 가트너는 "OFM은 경쟁력있는 소프트웨어 스택으로 확실히 일정 수준과 특정 분야에서는 선진화된 완성도에 이르렀다."고 했으며, 그리고 회계년도 2006년의 10억 달러 이상의 이익 중 7억4천만 달러의 이익이 미들웨어 관련되었다고 기록했다.

## 같이 보기
- BEA 시스템즈